# Saga de Finnbogi le Fort
La saga de Finnbogi le Fort (en islandais : Finnboga saga Ramma) est une saga islandaise du XIVe siècle. Cette saga est indexée sous le manuscrit AM 510,4 ° contenues dans le Möðruvallabók dans les archives de l’institut Árni Magnússon (Stofnun Árna Magnússonar en islandais), situé à Reykjavik en Islande.

## Récit
La saga, qui se déroule au Xe siècle, conte l'histoire d'un personnage dénommé Finnbogis. Asbjôrn ou Åsbjørn (le fut grand-père de Finnbogis) suivant les recommandations de sa femme Thorgerdur et les conseils de l'assemblée islandaise, emmène leur fille en Norvège pour la marier à un bel homme de bonne famille. Mais sur place les choses ne se passe pas comme prévu. Le père Asbjôrn éclate de colère quand il constate que deux prétendants, Thorgerdur et Easterling ont enlevé sa fille. Rendu à son père, Ils rentrent en Islande, mais sa fille est enceinte...
Asbjôrn rejette sa fille car elle a eu un enfant sans le consentement de la famille et doit abandonner le nouveau-né. Une femme dénommée Syrpa l'élève sous le nom de Urðarkottr. Il se développe rapidement grand et fort, mais aussi indiscipliné. Finalement il est reconnu et retourne auprès des siens sous le nom de Finnbogi Åsbjørnsson.
Après une enfance perturbée (abandonné puis reconnu), Finnbogis, à l'âge de 16 ans, quitta l'Islande. Il met sa virilité, et donc sa maturité à l'âge adulte en démontrant son adresse et sa force en tuant un ours géant. En arrivant en Norvège, il va à l'initiative d'un Jarl voyager jusqu'en Méditerranée afin de capturer de l'argent et des richesses. Il débarque en Grèce et se rend à la cour impériale de Constantinople. L'empereur, impressionné par la force musculaire du corps de Finnbogis lui donne le surnom honorable de "le Fort". Après de nombreuses aventures, il s'en retourne en Islande, où il sera impliqué dans de multiples querelles de voisinages.

## Traductions
- Die Geschichte von Finnbogi dem Starken. Übersetzt von Frank Fischer. Dans: Fünf Geschichten aus dem westlichen Nordland übersetzt von Frank Fischer, und Walther Heinrich Vogt. Neuausgabe mit einem Nachwort von Helmut Voigt. Düsseldorf: E. Diederichs, 1964. (Sammlung Thule: altnordische Dichtung und Prosa. Band Nr. 10). Pages 127-205.
- Finnboge rammes saga. Övers. av Åke Ohlmarks. Dans: De isländska sagorna. I tolkning, med skaldevers och kommentar av Åke Ohlmarks. Fjärde bandet. Stockholm: Steinviks bokförlag, 1964. Pages 421-475.
- Soga um Finnboge den ramme. Overs. av Aslak Tonna. In: Islandske sogor - Fljotsdøla og Finnboge den ramme. Från gamalnorsk av Aslak Tonna. Ny gjenomset utg. Oslo: Norsk barneblads forlag, 1943. Pages 69–120.
- The saga of Finnbogi the Strong. Translated by W. Bryant Bachman, Jr., and Guðmundur Erlingsson. Lanham: University Press of America, 1990.
- The Saga of Finnbogi the Mighty. Translated by John Kennedy. Dans: Viðar Hreinsson (General Editor), The Complete Sagas of Icelanders including 49 Tales. Volume III. Reykjavik: Leifur Eiríksson Publishing, 1997. Pages 221-270.  (ISBN 9979-9293-3-2)